# شعر حماسی فرانسه باستان

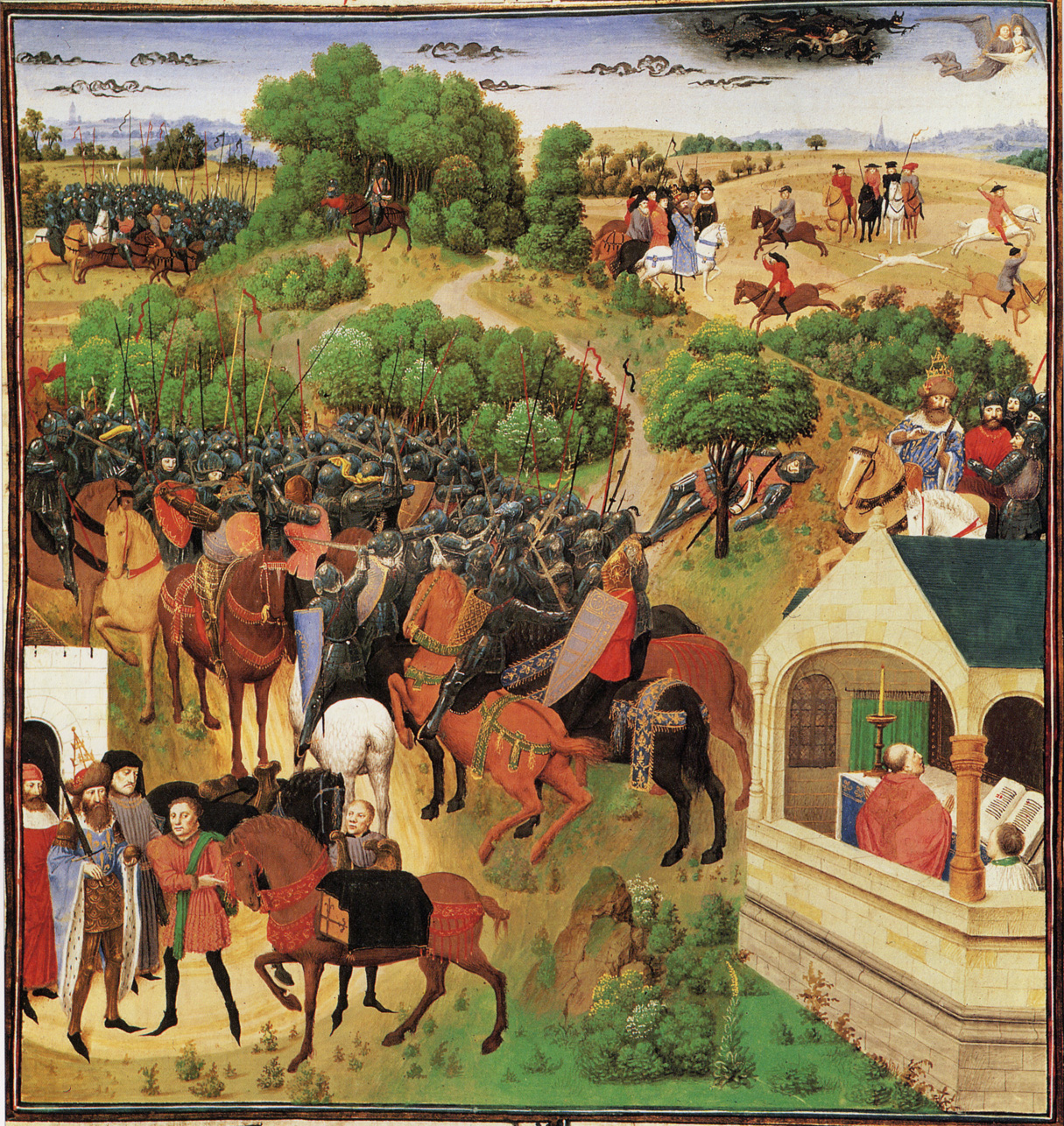
هشت مرحله از سرود رولان در یک تصویر

شعر حماسی فرانسه باستان یا (شانسون دو ژست /ʃɑ:nˈsɔ:n də ˈʒɛst/) به معنی شعر اعمال و روایت شعری از کارهای قهرمانانه، یکی از داستان‌های سده‌های میانه است که یکی از نقاط ابتدایی ادبیات فرانسه به حساب می‌آید. نخستین نمونه‌های این سبک شعری مربوط به پایان سده یازدهم و آغاز سده دوازدهم است، زمانی که هنوز شعر غنایی تروورها (تروبادورها) و متون منظوم شوالیه‌ها تولید نشده‌است. این سبک شعری در سال‌های بین۱۱۵۰ تا ۱۲۵۰ به اوج خود رسید.
این داستان‌ها حالت روایی داشت که به نظم نوشته می‌شد طول متوسطی (حدود چهار هزار سطر) داشت که دلقک‌ها می‌خواندند. حدود سیصد نسخه خطی از سده‌های دوازده تا پانزده باقی مانده‌است که می‌توان یکصد شعر حماسی باستانی از آن‌ها به دست آورد.

## ریشه
از سده نوزدهم دانشمندان بر سر این مسئله بحث داشتند که ریشه‌های شعر حماسی باستانی چیست و زما نوشتن این اشعار چقدر پپس از بروز اتفاقاتی بوده‌است که روایت می‌کنند. موضوع اشعار حماسی باستانی فرانسه اتفاقات سده‌های هشتم تا دهم است ولی قدیمی‌ترین نمونه شعر این ژانر مربوط به اواخر سده یازدهم است. فقط سه نمونه از این اشعار هست که مطمئنیم قبل از ۱۱۵۰ نوشته شده‌است: شعر گیوم (Chanson de Guillaume)، سرود رولان و شعر گورمون و ایزامبار (Gormont et Isembart). نیمه اول شعر گیوم احتمالاً مربوط به سده یازده است یکی از متخصصین می‌گوید شعر گورمون و ایزامبار در حدو ۱۰۶۸ نوشته شده‌است و سرود رولان احتمالاً پس از ۱۰۸۶ تا شاید ۱۱۰۰ نوشته شده‌است.
سه تئوری در مورد ریشه این سبک شعری وجود دارد که فرض اصلی در هر سه تئوری‌ها این است که امر حماسی در این سه سده قطع نشده‌است بلکه (در قالب شعر غنایی، شعر اپیک یا روایت منثور) ادامه یافته‌است. منتقدینی چون کلود شارل فوریل (Claude Charles Fauriel) فرانسوا رنوار (François Raynouard) و نویسنده رمانتیک المانی یاکوب گریم (Jacob Grimm) معتقدند مردم در زمان نبردهای مهم شعر می‌گفته‌اند و همین اشعار بعدها تبدیل به حماسه‌های مکتوب شده‌است. تئوری کانتیلن که گاستون پاریس برای توضیح ریشه‌های تاریخی شعر حماسی باستانی پیشنهاد می‌کند نیز بر همین فرض استوار است، با این تفاوت که او می‌گوید شاعران منفردی شعر اولیه را می‌گفته‌اند و نه کل مردم.
روبر فاتیه (Robert Fawtier) و لئون گوتیه (Léon Gautier) این رأی را قبول دارند با این تفاوت که گوتیه معتقد است کانتیلن در زبان‌های آلمانی خلق شده‌است. در پایان سده نوزدهم پیو راینا (Pio Rajna) با مشاهده شباهت‌های بین این سبک شعری و داستان‌های ژرمنی/مروونژین به این نتیجه رسید که شعر فرانسوی اساساً ریشه آلمانی دارد. پل میر (Paul Meyer) متخصص سده‌های میانه نظر دیگری دارد و می‌گوید این اشعار بر اساس گزارش منثور وقایعی نوشته شده‌است که قبل از این شاعران رخ داده‌است.
نظریه دیگری وجود دارد (که البته امروز چندان مورد توجه نیست)) که ازسوی ژوزف بدیه (Joseph Bédier) مطرح شده‌است و می‌گوید شعرهای قدیمی هیچ‌کدام ریشه‌ای قبل از سال ۱۰۰۰ ندارند بلکه خواننده‌ها با فرم اشعاری که شرح حال روحانیون و قدیسین بود (و در کلیساها خوانده می‌شود) اشعاری برای قهرمانانی ساختند که گورهایشان در کلیساها بود و این می‌توانست باعث جلب توجه زائران و کشاندن آن‌ها به کلیساها بشود که نظر مثبت روحانیون کلیسا را تأمین می‌کرد. منتقدین معتقدند آشنایی روحانیون کلیسا با حماسه‌های لاتینی قدیم می‌تواند در ترکیب این اشعار مؤثر بوده باشد.
منتقدین ادوار بعدی به دو دسته فردگرا و جمع گرا تقسیم شدند؛ عده‌ای می‌گفتند برخی نویسندگان شکل دهندۀ این سنت هستند و عده‌ای نیز می‌گفتند عموم مردم این هنر را شکل داده‌اند. یافته‌های بعدی به جای این که مسئله را ساده کند این مشکل را پیچیده‌تر کرد چون هم متونی پیداشد که خبر از وجود قهرمان‌های افسانه‌ای می‌داد و هم نشانه‌هایی از تداوم سنت ادبی شفاهی به زبان لاتین پیدا می‌شد (نظیر یافته‌های ارنست رابرت کورتیوس Ernst Robert Curtius). کارهای ژان ریشنر (Jean Rychner) در مورد هنر دلقک‌ها وکارهای پاری (Parry) و لرد (Lord) در مورد شعر شفاهی یوگسلاوی نشان می‌دهد شعر هومر و سنت شفاهی می‌تواند به شناخت بهتر ترکیب شعر حماسی باستانی فرانسه کمک کند ولی منتقدینی هستند که می‌گویند قوام تاریخی این متون مخصوصاً در مورد اشعاری که کمی پیچید تر است به کتبی بودن آن‌ها است و نمی‌تواند الهام بخش سنت شفاهی باشد.

## موضوع و ساختار
این اشعار به زبان قدیم فرانسه برای اجرای شفاهی دلقک‌ها ترکیب شده‌است و مبتنی بر واقعیت‌هایی است که در سده‌های هشت تا ده در فرانسه رخ داده‌است و شامل عصر شارل مارتل، شارلمانی و لویی پارسا می‌شود، موضوع اصلی این اشعار جنگ اروپاییان با مسلمانان آندلس و شمال آفریقا و نیز دعوای بین شاهان و اربابان است.
این موضوع را بعدها به نام ماده فرانسه نامگذاری کردند، به ترتیبی که از ماده انگلیس و ماده روم متمایز شود، که اولی مسایل زندگی شاه آرتور و شوالیه‌هایش است و دومی مسئله جنگ تروا، قشون‌کشی‌های اسکندر، زندگی سزار و جانشینان وی (که به صورت نمونه‌های جوانمردی معرفی شدند) را دربرمی گیرد.
یکی از اساسی‌ترین خاصیت‌های این اشعار نقد وضعیت اجتماع است و شخصیت‌های اصلی آن در تاریخ ملت و مسیحیان اثرگذار اند و پیچیدگی‌های نظام فئودالی را به خوبی نشان می‌دهند، برخلاف شعر رمانس که شخصیت‌هایش منفردانه بررسی می‌شوند.
موضوع این اشعار به مرور با تغییر سلیقه مردم عوض می‌شد. ابتدا فقط رشادت‌هایی که در جنگ‌ها رخ می‌داد موضوع روایت بود، ولی کمی بعد مسایل واقع گرایانه (پول، شهر) و فرهنگ دربار (زنان، عشق) نیز موضوع این شعرها شد. نظیر دیوها و هیولاهایی که در میان مسلمانان دیده می‌شود. از سوی دیگر ماجراجویی شرقی با تجربه شرکت در جنگ‌های صلیبی نیز در این شعرها وارد می‌شود: برخی از این اشعار داستان جنگ اول صلیبی و پادشاهی اورشلیم را روایت می‌کند. مشکلات سده چهاردهم (جنگ‌های صدساله) روح ملی‌گرا (و شعارزده)) تازه‌ای به کالبد این سبک شعری دمید. سرود اوگ کپه (La Chanson de Hugues Capet) یکی از محصولات این باززایی است.
در این اشعار شخصیت‌ها تیپ‌های مشخصی هستند: قهرمان عیار، خائن شجاع، خائن بزدل یا مردد، دیو مسلمان، شاهزاده خانم مسلمان و زیبا و غیره. کم‌کم عناصر فانتزی به این شعر راه پیدا کرد و اوبرون (Oberon)، که نخستین بار در اون دو بوردو (Huon de Bordeaux) پدیدار می‌شود، بایار (Bayard)، اسب جادویی که نخستین بار در رنو دو مونتوبان (Renaud de Montauban) پدیدار می‌شود. کمی بعد شاعر دست به پارودی خودش می‌زند، حتی شارلمانی هم در زیارت شارلمانی (Pèlerinage de Charlemagne) از لحن تمسخرآمیز شاعر در امان نیست.
هنری ویتمن (Henri Wittmann) ساختار روایی این اشعار را بر اساس ساختار مشترک نارم (narreme) که در کارهای اوژن دورفمن (Eugene Dorfman) و و ژان پیر توسو (Jean-Pierre Tusseau) با سرود نیبلونگ‌ها و افسانه‌های کریول دیده می‌شود مقایسه کرده‌است.

## ساخت شعری
نخستین نمونه‌های این سبک شعری، از سطرهای ده هجایی با جناس مصوت (alliteration) تشکیل شده بود، به این معنی که آخرین مصوت تلفظ شده در هر سطر در هر بند (لِس laisse) یکسان بود ولی صامتی که پس از آن می‌آمد یکسان نبود؛ طول بندها نیز با هم یکی نبود.
مثالی از سرود رولان این مسئله را به خوبی روشن می‌کند. آوای تکراری استفاده شده در جناس مصوت در این شعر آوای e است.
Desuz un pin, delez un eglanter
Un faldestoed i unt, fait tout d'or mer:
La siet li reis ki dulce France tient.
Blanche ad la barbe et tut flurit le chef,
Gent ad le cors et le cuntenant fier.
S'est kil demandet, ne l'estoet enseigner.
شعرهایی که بعدتر نوشته شد در قالب بندهای تک قافیه بود به این معنی که هجای آخر هر سطر به‌طور کامل (نه فقط آوای تلفظ شده هجای آخر) در تمام سطرهای بند تکرار می‌شد. شعرهای بعدی در قالب اسکندری یعنی سطرهای دوازده هجایی (و نه ده هجایی) سروده می‌شد. حتی برخی شعرهای قدیمی تر مثل ژیرار اهل وین ده هجایی بود و به قالب دوازده هجایی تبدیل شد.
مثال زیر از سطرهای ابتدایی رنجوران (Les Chétifs) برداشته شده‌است که در میان اشعار جنگ‌های صلیبی است که قافیه ثابت آن ie است.
Or s'en fuit Corbarans tos les plains de Surie,
N'enmaine que .ii. rois ens en sa conpaignie.
S'enporte Brohadas, fis Soudan de Persie;
En l'estor l'avoit mort a l'espee forbie
Li bons dus Godefrois a le chiere hardie
Tres devant Anthioce ens en la prairie.